# 水谷元
水谷 元（みずたに げん、1956年（昭和31年）3月19日 - 2018年（平成30年）3月19日）は、日本の政治家。三重県議会議員、桑名市長。桑名市出身。三重県立桑名高等学校、成蹊大学法学部政治学科卒。1996年（平成8年）から2012年（平成24年）まで桑名市長を17年間務めた。

## 略歴
- 1979年（昭和54年）　成蹊大学卒業後に百五銀行へ入行する。
- 1983年（昭和58年）　父で参議院議員の水谷力（みずたにつとむ）の公設第一秘書となる。
- 1988年（昭和63年）　三重県議会議員選挙に立候補し、当選。以後三重県議を3期務める。
- 1996年（平成8年）　桑名市長選挙に立候補し、当選。桑名市長を3期務める。桑名広域清掃事業組合管理者に就任する。
- 1998年（平成10年）　三重県市長会会長に就任する。東海市長会副会長に就任する。全国市長会の理事となる。
- 1999年（平成11年）　桑名・員弁広域連合会長となる。
- 2002年（平成14年）　全国市長会の評議員となる。
- 2004年（平成16年）　初代の新桑名市長に就任する（2期）。三重県市長会の会長。全国防災協会の副会長となる。
- 2005年（平成17年）　全国青年市長会の副会長に就任する。全国市長会の評議員となる。東海市長会の理事となる。
- 2007年（平成19年）　RDF運営協議会の会長となる。
- 2011年（平成23年）　桑名市職員が汚職で三重県警察に逮捕され、桑名市議会で責任を問われる。桑名市の市民団体から、市長のリコール運動を呼びかけられるが、署名数不足でリコールが成立しなかった。また、12月26日に、市長の給料の半減を認める条例案が市議会で可決される。
- 2012年（平成24年）12月2日　桑名市長選挙で新人の伊藤徳宇（36歳）に大敗し落選する。
- 2017年（平成29年）　三重県農業共済組合組合長理事に就任する。
- 2018年（平成30年）3月19日　肝不全のため、愛知県名古屋市中村区の増子記念病院で死去。62歳没。叙従四位、旭日中綬章追贈[4]。

## 首長としての評価
- 平成の大合併では、桑名市・多度町・長島町合併協議会の合併協議会長を務め、新・桑名市誕生に尽力した。